# Студентське братство Львівського національного університету імені Івана Франка

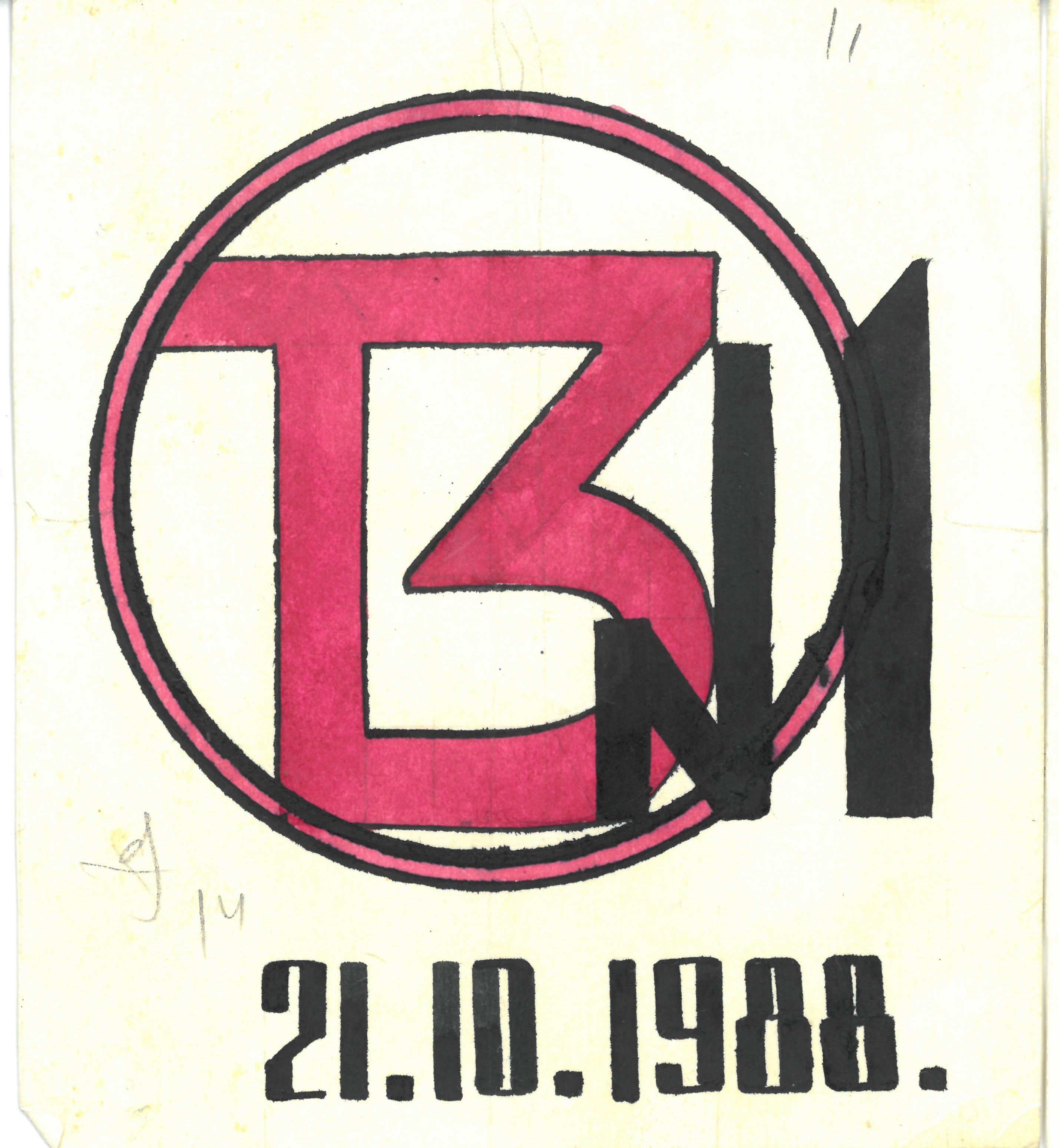
Логотип і шапка першого випуску стінгазети «Точка зору» - першого друкованого видання Студентського Братства ЛДУ, 21 жовтня 1988 року

Студентське братство Львівського національного університету імені Івана Франка почало організаційно створюватись у вересні-жовтні 1988 року.
Офіційною датою заснування можна вважати 21 жовтня 1988 року, коли група студентів-журналістів розпочала видавати незалежну стінгазету факультету журналістики ЛДУ — «Точка зору».

## Газета «Точка зору»
Безпосередніми видавцями «Точку зору» були Юрій Лобан (неформальний редактор), Адам Подгаєцький (дизайнер і автор текстів), Михайло Дашкович (фотограф і автор текстів), Олесь Пограничний (автор текстів).
 «Думка видавати свою газету, нехай і стінгазету, виникла, коли ми вже почали формуватися в організацію. До того дехто із нас був у „Товаристві Лева“, дехто у Товаристві рідної мови, хтось у Народному русі за перебудову, хтось у Дискусійно-політичному клубі, хтось в ініціативній групі Народного фронту підтримки перебудови. А дехто одночасно у всіх організаціях. Але у всіх нас було бажання формувати свій, студентський „порядок денний“ і для цього була потрібна своя організація».
Це був перший досвід незалежної преси для Студентського Братства.

## Початок організації
Початково до організації входили студенти-журналісти Володимир Панкеєв, Олег Кузан, Олесь Пограничний, Ігор Ткаленко, Микола Шевчук, Юрій Лобан, Вадим Фрунзе, Михайло Дашкович, Адам Подгаєцький, Андрій Боднарчук, Петро Рибчук, Тарас Давидяк. До групи організаторів також належали студенти-математики Мар'яна Гиба, Оленка та Орися Тимчишини, Тарас Сивуляк, Руслана Штикало, Юрій Говда, Аскольд Сандурський, Володимир Скоропад, Тарас Добко.
Від самого початку організація мислилась як така, що будується на засадах найширшої автономії для низових факультетських осередків. Такий принцип був згодом поширений і на спробу заснувати загальноукраїнську студентську конфедеративну організацію — Українську Студентську Спілку.

## Назва організації
Назву організації — Студентське Братство — запропонував Олег Кузан, на той час студент-четвертокурсник.

## Мета діяльності
На початках цілями діяльності Студентського Братства були:
- українська мова в університетському навчанні,
- студентське самоврядування,
- проходження військової служби студентами-українцями винятково на території УРСР,
- відстоювання своїх законних права та інтересів перед реальною загрозою звільнень
- формування каси взаємодопомоги, щоб місяць-другий, поки звільнений студент не влаштується на якусь роботу, можна було протриматися.

## Динамічне розростання організації вЛДУ
Водночас група Студентського Братства виникла на історичному факультеті: Дем'ян Малярчук та Андрій Дещиця. Потужний осередок Студентського Братства сформувався на фізичному факультеті університету: Михайло Канафоцький, Андрій Винничук, Андрій Гачкевич, Мирослава Бублик, Петро Соболь, Ярина Горинь.

## Висунення делегатів на перший Всесоюзний студентський форум уМоскві
На початку 1989 року у вищих навчальних закладах СРСР розпочались кампанії по висуненню делегатів на перший Всесоюзний студентський форум, який пройшов у Москві 15 — 19 листопада 1989 року. В дусі часу висунення кандидатів мало відбуватись під контролем комсомолу та адміністрацій навчальних закладів. В ряді навчальних закладів УРСР незалежні студентські організації активно включились у боротьбу за висунення своїх кандидатів на Всесоюзний форум. Студентське Братство ЛДУ висунуло кандидатуру Олега Кузана. В результаті Олег Кузан переміг у цій кампанії й поїхав на Всесоюзний студентський форум. Весною 1989 року у Ленінграді і Москві відбулося кілька організаційних зустрічей з підготовки Всесоюзного студентського форуму. Члени Студентського Братства ЛДУ брали участь у цих зустрічах, однак створення якоїсь всесоюзної студентської організації (як це намагались просунути організатори Форуму) їх вже не цікавило. На порядок денний вийшли національні питання і формування структур студентського руху в Україні, цікавило Братчиків значно більше.

## Створення загальноміської організації—Студентське Братство Львова
З кінця 1988 року осередки власне Студентського Братства почали з'являтися і в інших навчальних закладах міста. Розпочалась робота над створенням загальноміської студентської організації на засадах найширшої, реальної автономії для первинних організацій в навчальних закладах.
25 травня 1989 року виконком Львівської міської ради офіційно зареєстрував студентську організацію Студентське Братство Львова. Першим головою Студентського Братства Львова став студент історичного факультету ЛДУ Дем'ян Малярчук.
Студентське Братство ЛДУ підтримувало постійний контакт і з активними студентами Дрогобицького педінституту. На початку 1989 року в Дрогобичі також почало формуватися Студентське братство «Каменяр».
Влітку 1989 року студенти-журналісти ЛДУ розпочали видавати офіційний орган Студентського Братства Львова газету «Братство» та студентський часопис «Віко».